# 弗里德里希·尼尔森
弗里德里希·C·A·尼尔森（德語：Friedrich Carl Adolf Neelsen，1854年3月—1894年4月11日）是一位德国病理学家，知名于与弗朗茨·齐尔共同发明了齐尔-尼尔森染色。